# 헬로 헬로
《헬로 헬로(일본어: ハロー・ハロー)》는 슈퍼플라이가 2007년 4월 4일에 발매한 데뷔 싱글이다.

## 곡 목록
1. ハロー・ハロー
2. 孤独のハイエナ
3. Hot 'N' Nasty